# Erik Land
Erik Marten Land (Bamberga, 3 giugno 1990) è un ex cestista tedesco.

## Palmarès
- Campionato tedesco: 2

Brose Bamberg: 2009-10, 2010-11
- Coppa di Germania: 2

Brose Bamberg: 2010, 2011
- Supercoppa tedesca: 1

Brose Bamberg: 2010